# Distretto di Sōya
Il distretto di Sōya (宗谷郡?) è uno dei distretti della Sottoprefettura di Sōya, Hokkaidō, in Giappone.
Attualmente comprende il solo comune di Sarufutsu.